# 藤原緋沙子
藤原 緋沙子（ふじわら ひさこ、1947年 - ）は、日本の小説家、時代小説作家、脚本家。

## 経歴・人物
高知県生まれ。女性。本名は藤原 千津子（ふじわら ちづこ）。小松左京が主宰する創翔塾で小説を学ぶ。脚本家を経る。脚本作品は、『部長刑事』『京都妖怪地図』『暴れん坊将軍』『はぐれ刑事純情派』『長七郎江戸日記』『鞍馬天狗』『親子鷹』『刑事がんさん』など（石村嘉子、藤原嘉子名義）。
2001年、立命館大学文学部史学科を卒業する。2002年、「隅田川御用帳」シリーズの第1巻『雁の宿』で小説家デビュー。2013年、「隅田川御用帳」シリーズで第2回歴史時代作家クラブ賞のシリーズ賞を受賞する。
歴史時代作家クラブで、二代目代表幹事をつとめる。日本歴史時代作家協会代表理事もつとめる。

## 著作
- 隅田川御用帳シリーズ　廣済堂文庫　
  1. 雁の宿　2002年
  2. 冬桜　2003年
  3. おぼろ舟　2003年
  4. 宵しぐれ　2003年
  5. 蛍篭　2003年
  6. 花の闇　2003年
  7. 春雷　2004年
  8. 夏の霧　2004年
  9. 紅椿　2005年
  10. 風蘭　2005年
  11. 雪見船　2006年
  12. 鹿鳴の声　2006年
  13. さくら道　2008年
  14. 日の名残り　2010年
  15. 鳴き砂 2012年
  16. 花野 2013年
- 橋廻り同心・平七郎控シリーズ　祥伝社文庫
  1. 雪舞い　2004年
  2. 火の華　2004年
  3. 恋椿　2004年
  4. 夕立ち　2005年
  5. 冬萌え　2005年
  6. 夢の浮き橋　2006年
  7. 蚊遣り火　2007年
  8. 梅灯り　2009年
  9. 麦湯の女　2009年　ISBN 9784396335182
  10. 残り鷺　2012年
  11. 風草の道　2013年
- 藍染袴お匙帖シリーズ　双葉文庫
  1. 風光る　2005年　ISBN 9784575661934
  2. 雁渡し　2005年　ISBN 9784575662153
  3. 父子雲　2006年　ISBN 9784575662368
  4. 紅い雪　2006年　ISBN 9784575662603
  5. 漁り火　2008年　ISBN 9784575663396
  6. 恋指南　2010年　ISBN 9784575664454
  7. 桜紅葉　2010年　ISBN 9784575664584
  8. 月の雫　2010年　ISBN 9784575664751
  9. 貝紅　2012年　ISBN 9784575665789
  10. 雪婆　2014年　ISBN 9784575666946
  11. あま酒　2017年　ISBN 9784575668131
  12. 藁一本　2019年　ISBN 9784575669350
  13. 色なき風　2021年　ISBN 9784575670479
- 見届け人秋月伊織事件帖シリーズ　講談社文庫
  1. 遠花火　2005年
  2. 春疾風　2006年
  3. 暖鳥　2006年
  4. 霧の路　2009年
  5. 鳴子守　2011年
  6. 夏ほたる　2013年
- 浄瑠璃長屋春秋記シリーズ　徳間文庫
  1. 照り柿　2005年 / 照り柿【新装版】　2014年
  2. 潮騒　2006年
  3. 紅梅　2008年
  4. 雪燈　2010年
  5. 潮騒　2014年
  6. 紅梅　2014年
- 渡り用人片桐弦一郎控シリーズ　光文社文庫
  1. 白い霧　2006年
  2. 桜雨　2007年
  3. 密命　2010年
  4. すみだ川　2012年
  5. つばめ飛ぶ　2014年
- 切り絵図屋清七シリーズ　文藝春秋
  1. ふたり静　2011年
  2. 紅染の雨　2011年
  3. 飛び梅　2013年
- 人情江戸彩時記シリーズ　新潮社
  1. 月凍てる　2012年　※『坂ものがたり』を改題
  2. 百年桜　2015年
  3. 雪の果て　2016年
  4. 恋の櫛　2018年
- 花鳥　2004年　廣済堂出版、のち（2006年）学研Ｍ文庫
- 坂ものがたり　2010年11月　新潮社
- 百年桜　2013年　新潮社
- 番神の梅　2015年　徳間書店　桑名藩の飛び地柏崎の陣屋に赴任した夫婦を描く
- 茶筅の旗　2017年　新潮社
- 龍の袖　2019年　徳間書店　千葉さな子を描く